# Клименков, Игорь Афанасьевич
Игорь Афанасьевич Клименков (13 марта 1934, Ленинград — 12 марта 2006, Симферополь) — советский актёр, наиболее известный как исполнитель роли мальчика-пажа в фильме «Золушка» 1947 года, и музыкальный педагог.

## Биография
Родился 13 марта 1934 года в Ленинграде в семье дирижёра и театральной актрисы. Был отобран на роль пажа в фильме "Золушка" после просмотра 25 тысяч мальчиков. В 1949 году исполнил одну из главных ролей в фильме режиссёра Николая Лебедева «Счастливого плавания!». В 1952 году должен был сниматься в фильме всё того же Николая Лебедева «Навстречу жизни», но влюбился в актрису-дебютантку Надежду Румянцеву, не отвечавшую ему взаимностью, и его сняли с роли после того, как он устроил сцену ревности прямо в студии. После этого восемнадцатилетний парень отказался от дальнейшей кинокарьеры.
Поступив в театральный институт, Игорь бросил его, не проучившись и года. Пробовал поступить в художественно-промышленное училище имени Мухиной, но не прошёл по конкурсу. Затем учился на учителя истории в Ленинградском педагогическом институте имени Герцена, который также не окончил (по некоторым сведениям, в связи с арестом в 1960 году по делу студентов Горного института).
Учился игре на гитаре у Ядвиги Ковалевской и Бориса Вольмана, составил в соавторстве с Е. Н. Рябоконь-Успенской «Сборник пьес для шестиструнной гитары» (1962), включавший переложения классического репертуара (от И. С. Баха до Э. Вила Лобоса). С 1973 года преподавал игру на гитаре в Эстонии, среди его учеников известные эстонские гитаристы Хейки Мятлик и Калле Вилпуу. Женился на своей ученице Ирине Зыковой, дочери гитаристки Лилианы Седлецкой.
В 1985 году переехал в Крым и открыл в Бахчисарае кукольный театр «Светлячок», которым руководил до самой смерти. Его сын Николай в 1990-е годы занялся бизнесом и набрал кредиты, за которые пришлось расплачиваться его родителям. Эти долги стали непосильной ношей для обоих родителей-преподавателей. Такая ситуация негативно повлияла на здоровье Игоря Афанасьевича: его зрение стало ухудшаться вплоть до слепоты. Тем не менее он занимался физкультурой, ездил на велосипеде, продолжал делать гитары и шить куклы для театра. Скончался в Симферополе в канун своего 72-го дня рождения 12 марта 2006 года. Похоронен на кладбище села Новенькое Бахчисарайского района. После смерти Игоря Афанасьевича его сын Николай эмигрировал в Израиль, а вдова продала дом и покинула Крым в неизвестном направлении.

## Фильмография
- 1947 — Мальчик с окраины
- 1947 — Золушка
- 1949 — Счастливого плавания!